# John Charles Fields
John Charles Fields (Hamilton, Ontario, 14 de mayo de 1863 - 11 de agosto de 1932) fue un matemático canadiense que creó las bases para instituir el premio conocido como la Medalla Fields, otorgado al desempeño extraordinario en ciencias matemáticas. Entregada por primera vez en 1936, la Unión Matemática Internacional está encargada de concederla desde 1950 a entre 2 y 4 matemáticos menores de 40 años, cada 4 años, en el Congreso Internacional de Matemáticas.

## Biografía
Se graduó del Hamilton Collegiate Institute en 1880, y más tarde, en 1884, de la Universidad de Toronto, momento en el que se trasladó a Estados Unidos para continuar sus estudios en la Universidad Johns Hopkins, en Baltimore, Maryland. En 1886, su tesis titulada Soluciones simbólicas finitas y soluciones por integrales definidas de la ecuación dny/dxn = xmy, fue publicada en el American Journal of Mathematics. Recibió su doctorado en 1887.
Se quedó como profesor en la Universidad Johns Hopkins por dos años, tras lo cual fue a Meadville, Pensilvania, donde ingresó como miembro de la facultad del Allegheny College. Desilusionado por el estado de la investigación matemática de la época en Estados Unidos, en 1881 viajó a Europa, permaneciendo principalmente en Berlín, Gotinga y París, donde conoció y trabajó con algunos renombrados matemáticos de aquel tiempo, como Karl Weierstrass, Felix Klein, Ferdinand Georg Frobenius y Max Planck. Además, conoció a Gösta Mittag-Leffler, con quien matendría una fuerte amistad. En este momento, empezó a publicar artículos sobre un tema nuevo, funciones algebraicas, que demostraría con el tiempo ser el campo de investigación más fructífero de su carrera.
Fields regresó a Canadá en 1902, para trabajar en la Universidad de Toronto. De regreso en su tierra natal, se dedicó a elevar el nivel de las matemáticas en círculos tanto académicos como públicos. Presionó al Gobierno de Ontario y obtuvo un subsidio de 75.000 dólares anuales, con lo que ayudó a crear el Consejo Nacional Canadiense para la Investigación, y la Fundación para la Investigación de Ontario. 
En 1907, fue elegido miembro de la Royal Society de Canadá, y en 1913 de la Royal Society de Londres. Además, fue presidente del Royal Canadian Institute de 1919 a 1925, tiempo en el que trató de llevar la organización a ser un centro líder en la investigación. Sus esfuerzos llevaron a que Toronto se convirtiera en sede del Congreso Matemático Internacional en 1924.
John Charles Fields es conocido más que por sus investigaciones, por ser la mente detrás de la creación del que es considerado como el "premio Nobel de matemáticas", la Medalla Fields. Tuvo la idea del premio a finales de la década de los años veinte, pero por problemas de salud, nunca vio su idea llevada a cabo. Después de estar tres meses enfermo, murió a los 69 años, dejando en su testamento 47.000 dólares para el fondo de la Medalla Fields.
En la historia de la entrega de la Medalla Fields el matemático ruso Grigori Perelmán ha sido el único en negarse a recibir la medalla, ya que dijo que lo único que le interesaba era saber si su demostración era correcta.
El único físico que la ha ganado es Edward Witten, que actualmente trabaja en el Instituto de Estudios Superiores de Princeton.